# 仲子 (齊國)
仲子，子姓，春秋时期齐国国君齊靈公的妾室。
齊靈公的夫人顏懿姬没有儿子，顔懿姬的侄女鬷聲姬生公子光，立为太子。仲子生了公子牙，让她托付给自己的宠妾戎子，戎子请求立公子牙为太子，仲子反对：“不可。废弃常规，不吉祥；触犯诸侯，难于成功。公子光立为太子，早已参与诸侯盟会之列。现在没有理由将他废黜，是专横而轻视诸侯，以难于成功之事去触犯不祥之事。国君一定会后悔。”齐灵公说：“一切包在我身上。”结果齐灵公病危时，太子光杀了戎子。齐灵公死后，太子光即位为齐庄公，在句渎之丘逮捕了公子牙。